# Mönchhosbach

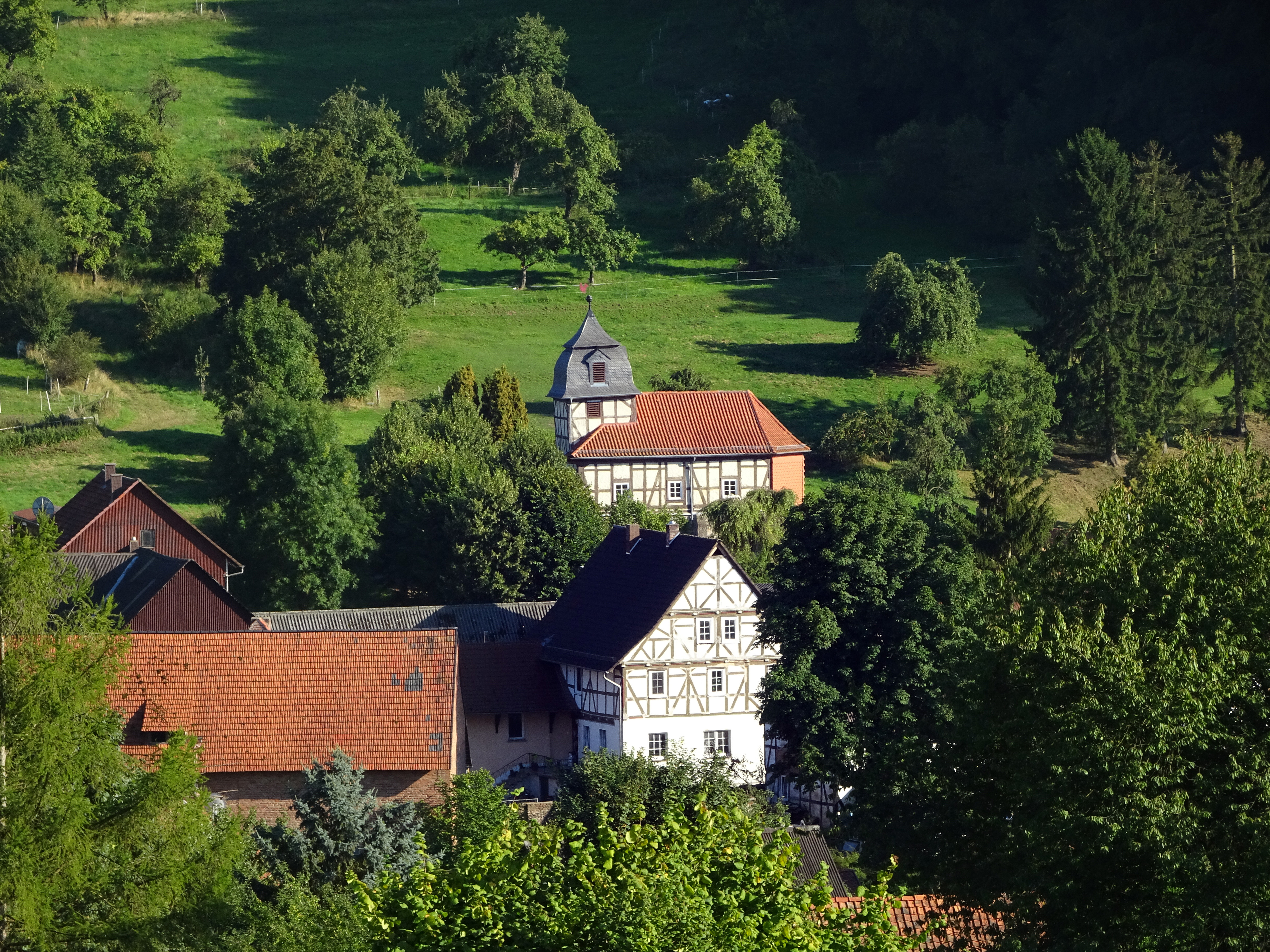
Die Fachwerkkirche am Ortsrand

Das Dorf Mönchhosbach ist seit dem 31. Dezember 1971 ein Ortsteil der Gemeinde Nentershausen im Landkreis Hersfeld-Rotenburg in Hessen. Der Ort, nach Einwohnerzahl kleinster Ortsteil, liegt nordwestlich des Hauptorts am Richelsdorfer Gebirge und ist von Wald umgeben.

## Geschichte
Erstmals urkundlich erwähnt wurde der Ort im Jahre 1260. Die erste Kirche wurde aber wohl schon im 12. Jahrhundert erbaut. Der kleine Ort gehörte bis zur Reformation dem Nonnen-Kloster Bubenbach bzw. Cornberg und wurde deshalb auch manchmal als Frauenhosbach bezeichnet. Auch Steinhosbach ist als Name urkundlich erwähnt. Nach der Aufhebung des Klosters Cornberg mit der Einführung der Reformation in der Landgrafschaft Hessen wurde Mönchhosbach, in dem man 1538 nur acht Haushaltungen zählte, dem hessischen Gericht Rockensüß und dem Amt Sontra zugeteilt.
Im Zuge der hessischen Gebietsreform fusionierten die bis dahin selbständigen Gemeinden Bauhaus, Dens, Mönchhosbach, Nentershausen, Süß und Weißenhasel zum 31. Dezember 1971 zur neuen Großgemeinde Nentershausen. Für Mönchhosbach wurde ein Ortsbezirk mit Ortsbeirat und Ortsvorsteher nach der Hessischen Gemeindeordnung gebildet. Er umfasst das Gebiet der ehemaligen Gemeinde Mönchhosbach.

## Politik
Der Ortsbeirat besteht aus drei Mitgliedern. Nach den Kommunalwahlen in Hessen 2021 kam kein Ortsbeirat zustande.

## Sonstiges
Die heutige Dorfkirche wurde mehrfach umgebaut und erweitert und ist eine der schönsten Fachwerkkirchen im ganzen Landkreis.
Für die unter Denkmalschutz stehenden Kulturdenkmale des Ortes siehe die Liste der Kulturdenkmäler in Mönchhosbach.